# Lokaltermin (Fernsehserie)
Lokaltermin ist eine Krimiserie, die 1973 im ZDF lief. Die Regie führte Heinz Schirk. 1975 folgte eine Fortsetzung namens Beschlossen und verkündet mit denselben Hauptdarstellern.

## Inhalt
Es geht um ein Berliner Amtsgericht. Der Amtsrichter Schröter muss in Fällen wie widersprüchliche Aussagen von Zeugen, Klägern und Beklagten zu Urteilen gelangen.
Häufig entschließt sich Schröter zu einem Lokaltermin. Er möchte genauer herausfinden, was wirklich geschah. Gerichtsschreiber Wutzke hilft ihm dabei.

## Episoden
1. Dein Eid ist Meineid
2. Fräulein Blaubart
3. Die Brosche
4. Der Punkt auf dem i
5. Mildernde Umstände
6. Der Amokfahrer
7. Raffaels Meisterwerk
8. Die schwarze Hand
9. Der Pechvogel
10. Auf die Minute
11. Die Herrenpartie
12. Nichts geht mehr
13. Der Schutzmann von Köpenick